# Schenkenberg
Schenkenberg è un comune di 622 abitanti del Brandeburgo, in Germania.

Appartiene al circondario dell'Uckermark ed è amministrato dall'Amt Brüssow (Uckermark).

## Storia
Il 31 dicembre 2001 venne aggregato al comune di Schenkenberg il comune di Ludwigsburg.

## Geografia antropica

### Suddivisioni amministrative
Il territorio comunale si divide in 2 zone, corrispondenti al centro abitato di Schenkenberg e a 1 frazione (Ortsteil):
- Schenkenberg (centro abitato)
- Ludwigsburg, con le località:
  - Baumgarten
  - Kleptow
  - Wittenhof

## Società

### Evoluzione demografica
- Sviluppo della popolazione dal 1875 entro gli attuali confini (Linea Blu: Popolazione; Linea puntata: Confronto dello sviluppo della popolazione dello stato del Brandeburgo; Sfondo grigio: Ai tempi del governo nazista; Sfondo rosso: Al tempo del governo comunista)

| Anno | Abitanti |
| ---- | -------- |
| 1875 | 1 225    |
| 1890 | 1 165    |
| 1910 | 1 475    |
| 1925 | 1 536    |
| 1933 | 1 384    |
| 1939 | 1 263    |
| 1946 | 1 877    |
| 1950 | 2 040    |
| 1964 | 1 785    |
| 1971 | 1 657    |

| Anno | Abitanti |
| ---- | -------- |
| 1981 | 1 216    |
| 1985 | 1 127    |
| 1989 | 1 077    |
| 1990 | 1 051    |
| 1991 | 1 025    |
| 1992 | 999      |
| 1993 | 994      |
| 1994 | 971      |
| 1995 | 937      |
| 1996 | 944      |

| Anno | Abitanti |
| ---- | -------- |
| 1997 | 944      |
| 1998 | 959      |
| 1999 | 938      |
| 2000 | 951      |
| 2001 | 732      |
| 2002 | 720      |
| 2003 | 707      |
| 2004 | 689      |
| 2005 | 667      |
| 2006 | 636      |

| Anno | Abitanti |
| ---- | -------- |
| 2007 | 639      |
| 2008 | 634      |
| 2009 | 629      |
| 2010 | 583      |
| 2011 | 603      |
| 2012 | 603      |
| 2013 | 572      |